# Municipio de Sidney (Illinois)
El municipio de Sidney (en inglés: Sidney Township) es un municipio ubicado en el condado de Champaign en el estado estadounidense de Illinois. En el año 2010 tenía una población de 1733 habitantes y una densidad poblacional de 18,36 personas por km².

## Geografía
El municipio de Sidney se encuentra ubicado en las coordenadas 40°0′16″N 88°4′36″O / 40.00444, -88.07667. Según la Oficina del Censo de los Estados Unidos, el municipio tiene una superficie total de 94.37 km², de la cual 94,05 km² corresponden a tierra firme y (0,34 %) 0,32 km² es agua.

## Demografía
Según el censo de 2010, había 1733 personas residiendo en el municipio de Sidney. La densidad de población era de 18,36 hab./km². De los 1733 habitantes, el municipio de Sidney estaba compuesto por el 98,04 % blancos, el 0,69 % eran afroamericanos, el 0,23 % eran amerindios, el 0,12 % eran asiáticos, el 0,12 % eran de otras razas y el 0,81 % eran de una mezcla de razas. Del total de la población el 1,1 % eran hispanos o latinos de cualquier raza.